# Gimcheon
Gimcheon (en coreano:김천시 Romanización revisada:gimcheonsi, léase:Kimchón) es una ciudad en la provincia de Gyeongsang del Norte al suroeste de la república de Corea del Sur. Está ubicada al sur de Seúl a unos 190 km y a 51 km al noreste de Daegu. Su área es de 1000.90 km² (50% bosque) y su población total es de 138.000. 
Por la ciudad pasa la autopista Gyeongbu (경부 고속도로) y la línea Gyeongbu (경부선) que conectan a Seúl con el sureste del país.

## Administración
La ciudad de Gimcheon se divide en 1 eup, 14 myeon, 7 dong.
-Eup
- Apo-eup

-Myeon
- Bongsan-myeon
- Buhang-myeon
- Daedeok-myeon
- Daehang-myeon
- Eomo-myeon
- Gamcheon-myeon
- Gammun-myeon
- Gaeryeong-myeon
- Guseong-myeon
- Jirye-myeon
- Joma-myeon
- Jeungsan-myeon
- Nam-myeon
- Nongso-myeon

-Dong
- Bugok-dong
- Daesin-dong
- Jijwa-dong
- Pyeonghwa-dong
- Seongam-dong
- Yanggeum-dong
- Yongam-dong

## Ciudades hermanas
- Nanao, Prefectura de Ishikawa.
- Chengdu.
- Gangbuk-gu, Seúl.
- Gunsan.